# Rhipidocephala fimbriata
Rhipidocephala fimbriata är en tvåvingeart som beskrevs av H. Oldroyd 1966. Rhipidocephala fimbriata ingår i släktet Rhipidocephala och familjen rovflugor. Inga underarter finns listade i Catalogue of Life.